# Holier Than Thou
«Holier Than Thou» es la tercera canción del quinto álbum de estudio del grupo musical norteamericano de heavy metal, Metallica. Es la canción más rápida y con menos duración del disco con una letra muy agresiva y pesada recordando canciones legendarias, breves pero muy poderosas.
Esta canción fue la escogida por el grupo musical y productor Bob Rock para ser el primer sencillo del álbum, sin embargo; esta idea fue finalmente desechada a petición de Lars Ulrich quien propuso Enter Sandman como el sencillo más adecuado para dar a conocer el nuevo álbum.

## Letra
La letra se refiere a la arrogancia, los chismes, rumores, en cierta forma una crítica a la sociedad, por su forma de juzgar a las personas.

## Créditos
- James Hetfield: Voz y guitarra rítmica.
- Kirk Hammett: Guitarra líder.
- Jason Newsted: Bajo eléctrico.
- Lars Ulrich: Batería y percusión.

- Datos: Q2456196

Curiosidades: Holier Than Thou es la primera canción de Metallica en la cual utilizan Talkbox, el cual es perfectamente audible al inicio de la canción, en forma de disonancias.